# Vourasie
Vourasie est une jument de courses trotteur français née le 6 mai 1987 et morte en 1998 qui participait aux épreuves de trot. Durant toute sa carrière, elle fut entrainée par Léopold Verroken et drivée par Bernard Oger, pour le compte de l'écurie Ostheimer.

## Carrière
Fille de Fleurasie, Vourasie est la sœur utérine du crack Ourasi mais fille du grand étalon Fakir du Vivier. Qualifiée l'année de ses 2 ans, la pouliche n'est cependant guère précoce, ne laissant entrevoir son potentiel que l'année de ses 4 ans, quand elle finit au pied du podium dans le Critérium. Progressant régulièrement, elle s'octroie le premier accessit du Critérium des 5 ans et l'hiver suivant termine troisième de son premier Prix d'Amérique. Elle remporte sa première victoire au niveau groupe 1 dans le Prix de Paris, dont elle fera sa chasse gardée, conservant son titre trois années de suite, égalant ainsi le record du grand Bellino II. Elle ne parvient pas à remporter le Prix d'Amérique, échouant de peu en 1994 et 1995, mais elle gagne très facilement le Prix de France en battant le record de la piste à l'époque.
Elle meurt en 1998, à 11 ans, au haras d'Aussy d'une septicémie après avoir difficilement donné naissance à Kalinette d'Aussy, son unique descendance.

## Palmarès
France
- Prix de Paris (Gr.1, 1993, 1994, 1995)
- Prix de France (Gr.1, 1994)
- Prix de l'Atlantique (Gr.1, 1993, 1994)
- Prix Octave Douesnel (Gr.2, 1991)
- Prix Doynel de Saint-Quentin (Gr.2, 1992)
- Prix Marcel Laurent (Gr.2, 1992)
- Prix d'Été (Gr.2, 1993)
- Prix d'Europe (Gr.2, 1994)
- Prix de Bretagne (Gr.2, 1994)
- Prix de Bourgogne (Gr.2, 1994, 1995)
- Prix Chambon P (Gr.2, 1994)
- 2e Prix d'Amérique (Gr.1, 1994, 1995)
- 2e Critérium des 5 ans (Gr.1, 1992)
- 2e Prix de l'Atlantique (Gr.1, 1995)
- 2e Prix Guy Le Gonidec (Gr.2, 1991)
- 2e Prix Robert Auvray (Gr.2, 1992)
- 2e Prix Jockey (Gr.2, 1992)
- 3e Prix d'Amérique (Gr.1, 1993)
- 3e Prix de Belgique (Gr.2, 1993)

 Allemagne
- 2e Prix des Meilleurs (Gr.1, 1993)

## Origines
| Origines de Vourasie, femelle, baie. | Origines de Vourasie, femelle, baie. | Origines de Vourasie, femelle, baie. | Origines de Vourasie, femelle, baie. |
| ------------------------------------ | ------------------------------------ | ------------------------------------ | ------------------------------------ |
| Père Fakir du Vivier                 | Sabi Pas                             | Carioca II                           | Mousko Williams                      |
| Père Fakir du Vivier                 | Sabi Pas                             | Carioca II                           | Quovaria                             |
| Père Fakir du Vivier                 | Sabi Pas                             | Infante II                           | Hernani III                          |
| Père Fakir du Vivier                 | Sabi Pas                             | Infante II                           | Sa Bourbonnaise                      |
| Père Fakir du Vivier                 | Ua Uka                               | Kerjacques                           | Quinio                               |
| Père Fakir du Vivier                 | Ua Uka                               | Kerjacques                           | Arlette III                          |
| Père Fakir du Vivier                 | Ua Uka                               | Flicka                               | Ibarra                               |
| Père Fakir du Vivier                 | Ua Uka                               | Flicka                               | Va Sylva                             |
| Mère Fleurasie                       | Remember                             | Atus II                              | Hernani III                          |
| Mère Fleurasie                       | Remember                             | Atus II                              | Juignettes                           |
| Mère Fleurasie                       | Remember                             | Bredouille                           | Quiroga II                           |
| Mère Fleurasie                       | Remember                             | Bredouille                           | Stèle                                |
| Mère Fleurasie                       | Tania du Mont                        | L'X                                  | Carioca II                           |
| Mère Fleurasie                       | Tania du Mont                        | L'X                                  | Uvette                               |
| Mère Fleurasie                       | Tania du Mont                        | Moniqua II                           | Euripide                             |
| Mère Fleurasie                       | Tania du Mont                        | Moniqua II                           | Igra                                 |